# Schariwka-Palast

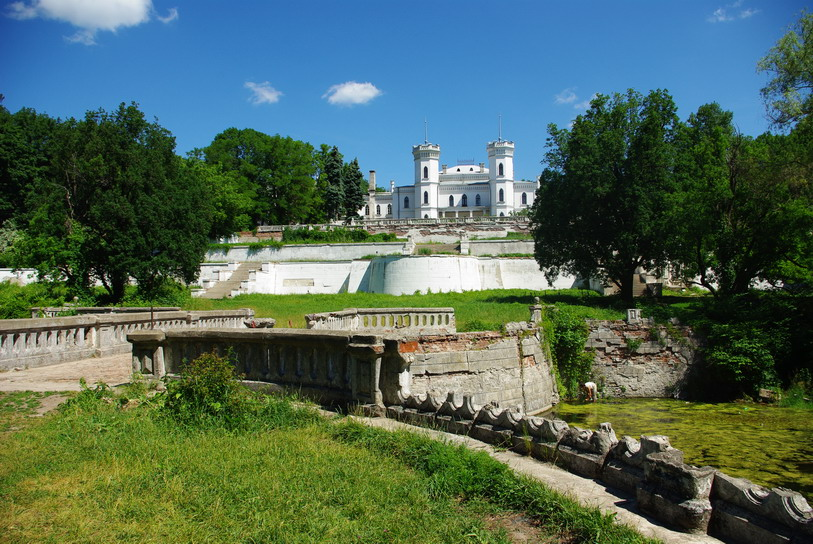
Schariwka-Palast

Schariwka-Palast (ukrainisch Шарівський палац) ist ein Herrenhaus im neugotischen Stil, das sich in der Ukraine im Dorf Schariwka, Oblast Charkiw, etwa 60 km von Charkiw entfernt befindet.

## Geschichte
Dieses Gebäude aus weißen Steinen wurde Anfang des 19. Jahrhunderts von der Familie Olchowsky in Auftrag gegeben, die es später an die Gebrüder Hebenstreit verkaufte. Letztere führte eine gründliche Renovierung des Gebäudes durch und verkaufte es 1881 an Leopold Koenig, einen Zuckermagnaten deutschbaltischer Herkunft. Koenig baute das Schloss aus und verschönerte den vom Vorbesitzer Christian Hebenstreit gestalteten Park, diesmal mit Unterstützung von Georg Kuphaldt. 1920 emigrierte das Ehepaar Koenig nach Deutschland. Unter den Sowjets und bis 2008 wurde das Gebäude als Sanatorium für Tuberkulosekranke genutzt. Die Restaurierung des Parks begann 2009, stockt aber wegen fehlender Finanzen.
Die Fassade des Schlosses überblickt große, mehrstöckige Terrassen, die in den Park hinuntergehen. Das Schloss ist von einem Wassergraben umgeben, der von kleinen Steinbrücken überquert wird. Das gesamte Gebiet misst 43 Hektar (vor 1917 war es 70 Hektar).